# Sắc Bố Đằng
Sắc Bố Đằng (chữ Hán: 色布腾, ? - 1667), Thanh sơ Tướng lĩnh, Bác Nhĩ Tế Cát Đặc thị, người Mông Cổ Ba Lâm bộ, Ba Lâm hữu kỳ Trát Tát Khắc Đa La Quận vương.

## Cuộc đời
Sắc Bố Đằng không rõ năm sinh, là con trai của Sắc Đặc Nhĩ (色特尔), cũng là hậu duệ đời thứ 21 của Thành Cát Tư Hãn. Năm Sùng Đức thứ 5 (1640), ông đến triều kiến Thái Tông Hoàng Thái Cực. Năm sau lại triều cống điêu bì, đà mã. Năm thứ 8 (1643), ông mang binh chinh phạt Cẩm Châu, Tùng Sơn, khải hoàn trở về.
Năm Thuận Trị nguyên niên (1644), theo Đô thống Ba Cáp Nạp bình định Sơn Đông. Năm thứ 3 (1646), theo Dự Thân vương Đa Đạc truy kích Đẳng Cơ Tư của Tô Ni Đặc bộ, đánh bại viện binh của Thổ Tạ Đồ hãn và Xa Thần hãn của Khách Nhĩ Khách. Năm thứ 5 (1648), được phong làm Trát Tát Khắc Phụ quốc công (扎萨克辅国公). Cùng năm, cưới Cố Luân Công chúa A Đồ, thụ phong Cố Luân Ngạch phò. Năm thứ 7 (1650), xét đến công lao quy thuận triều đình của Sắc Đặc Nhĩ, ông được tấn phong Đa La Quận vương, được thế tập võng thế.
Năm Khang Hi thứ 6 (1667), ông qua đời. Tước vị do trưởng tử Ngạc Tề Nhĩ thừa kế.

## Gia quyến
- Đích Phúc tấn: Cố Luân Thục Tuệ Trưởng Công chúa, Hoàng nữ thứ tư của Thanh Thái Tông Hoàng Thái Cực.
- Con trai:

1. Ngạc Bố Nhĩ (鄂布尔, ? - 1683) hay Ngạc Tề Nhĩ (鄂齐尔), sinh vào sau những năm 1648.[2] Năm 1668, tập tước Ba Lâm hữu kỳ Trát Tát Khắc Đa La Quận vương.
2. Cách Lặc Nhĩ Đồ (格勒尔图)
3. Nạp Mộc Trát (纳木扎).